# Lucio Cuspio Rufino
Lucio Cuspio Rufino (Pergamo, ... – ...; fl. II secolo) è stato un console imperiale romano dell'anno 197. Rufino era nativo di Pergamo, dove un Cuspio Rufino è attestato come patrono di un tempio ad Asclepio.